# InFocus
InFocus was een Nederlands televisieprogramma, verzorgd door de Nederlandse Moslim Omroep (NMO). Wekelijks werd er in de vorm van reportages over de achtergronden bij de actualiteit rond de islam en moslims in Nederland ingegaan op de huidige positie van de moslims en de islam in Nederland. De eerste aflevering werd uitgezonden op zondag 11 januari 2004. Het onderwerp in die uitzending was "De Islamitische Zuil in Nederland? Een must of een gevangenis?" In 2010 ging de Nederlandse Moslim Omroep failliet en kwam er een einde aan het programma.